# Gainsborough Trinity F.C.

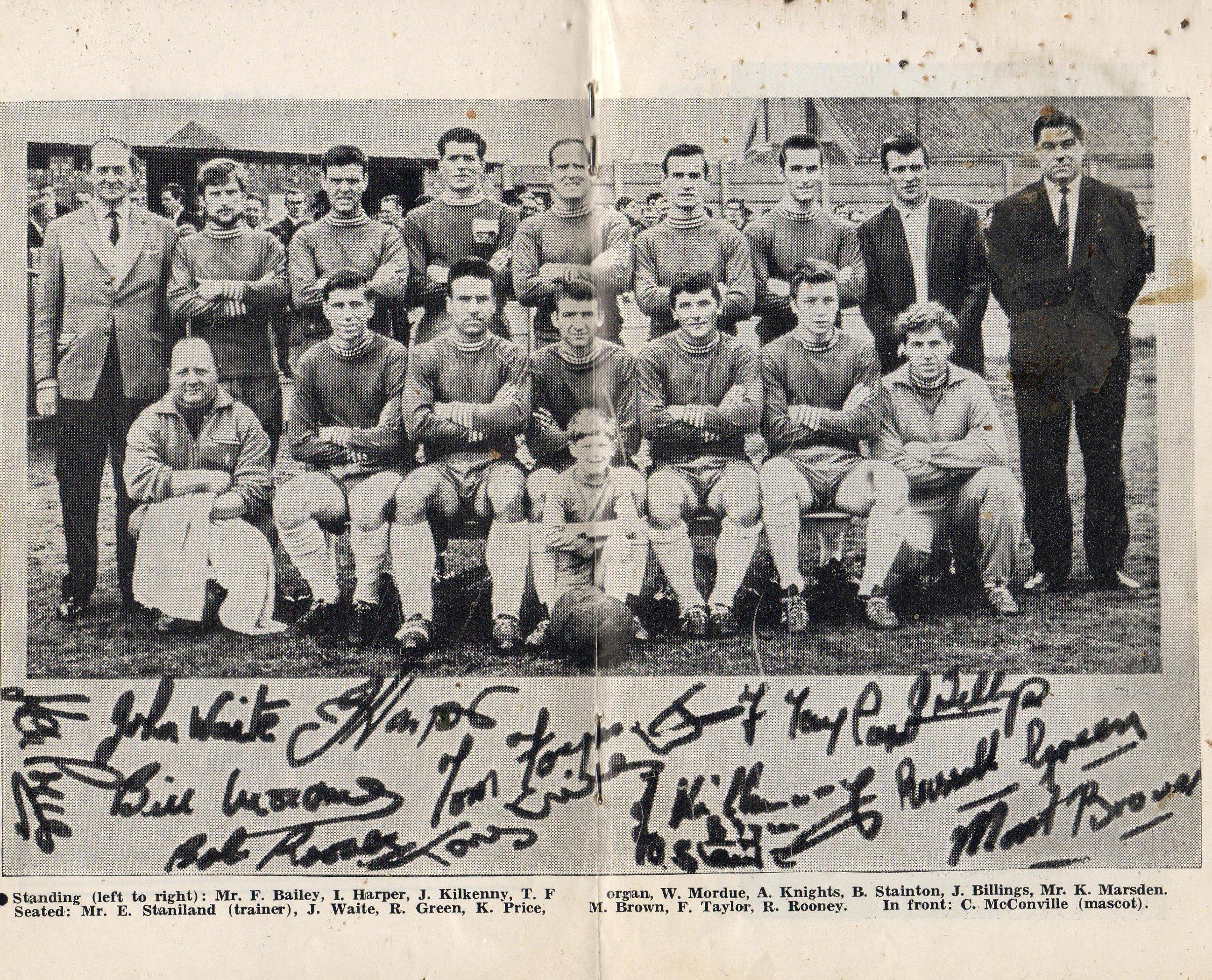
Ảnh chụp câu lạc bộ Gainsborough Trinity mùa giải 1966–67

Gainsborough Trinity FC là một câu lạc bộ bóng đá có trụ sở tại Gainsborough, Lincolnshire, Anh. Thành lập vào năm 1873, đội bóng hiện thi đấu tại Northern Premier League Premier Division, cấp độ thứ 7 của bóng đá Anh, và có sân nhà ở Northolme.

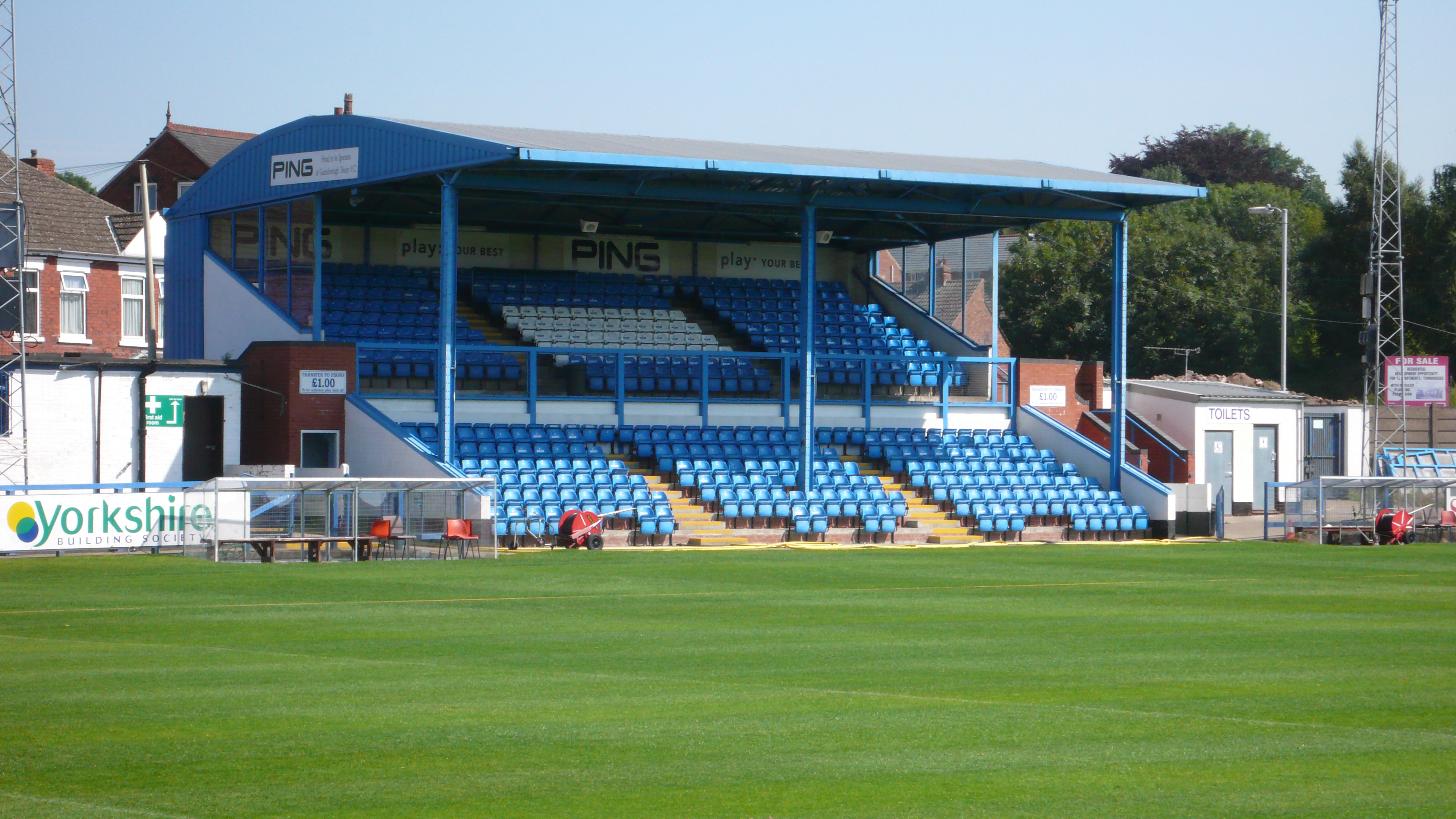
Sân vận động Northolme

## Danh hiệu
- Midland League
  - Nhà vô địch các mùa giải 1890–91, 1927–28, 1948–49, 1966–67
- Northern Premier League
  - Nhà vô địch Challenge Cup các mùa giải 1981–82, 1996–97
- Lincolnshire Senior Cup
  - Nhà vô địch các mùa giải 1889–90, 1892–93, 1894–95, 1897–98, 1903–04, 1904–05, 1906–07, 1910–11, 1970–71, 2002–03, 2017–18
- Lincolnshire County Senior Cup
  - Nhà vô địch các mùa giải 1946–47, 1947–48, 1948–49
- Lincolnshire Senior 'A' Cup
  - Nhà vô địch các mùa giải 1950–51, 1951–52, 1957–58, 1958–59, 1963–64
- Lincolnshire Shield
  - Nhà vô địch các mùa giải 2007–08, 2011–12

## Thống kê
- Thành tích tốt nhất tại FA Cup: Vòng ba mùa giải 1886–87[3]
- Thành tích tốt nhất tại FA Trophy: Bán kết mùa giải 2012–13[3]
- Kỷ lục khán giả đến sân: 9,760 người trong trận đấu với Scunthorpe United, Midland League mùa giải 1948[2]
- Chiến thắng đậm nhất: 7–0 trước Fleetwood Town; 7–0 trước Great Harwood Town[2]
- Thất bại đậm nhất: 1–7 trước Stalybridge Celtic, Northern Premier League mùa giải 2000–01; 1–7 trước Brentford, FA Cup mùa giải 2003–04[2]
- Phí chuyển nhượng kỷ lục đã trả: 3,000 bảng đến Burton Albion cho cầu thủ Stuart Lowe[2]
- Phí chuyển nhượng kỷ lục đã được: 30,000 bảng từ Lincoln City cho cầu thủ Tony James[2]